# Oosterwolde (Frise)
Pour les articles homonymes, voir Oosterwolde.
Oosterwolde est un village situé dans la commune néerlandaise d'Ooststellingwerf, dans la province de la Frise. Le 1er janvier 2008, le village comptait 9 998 habitants.

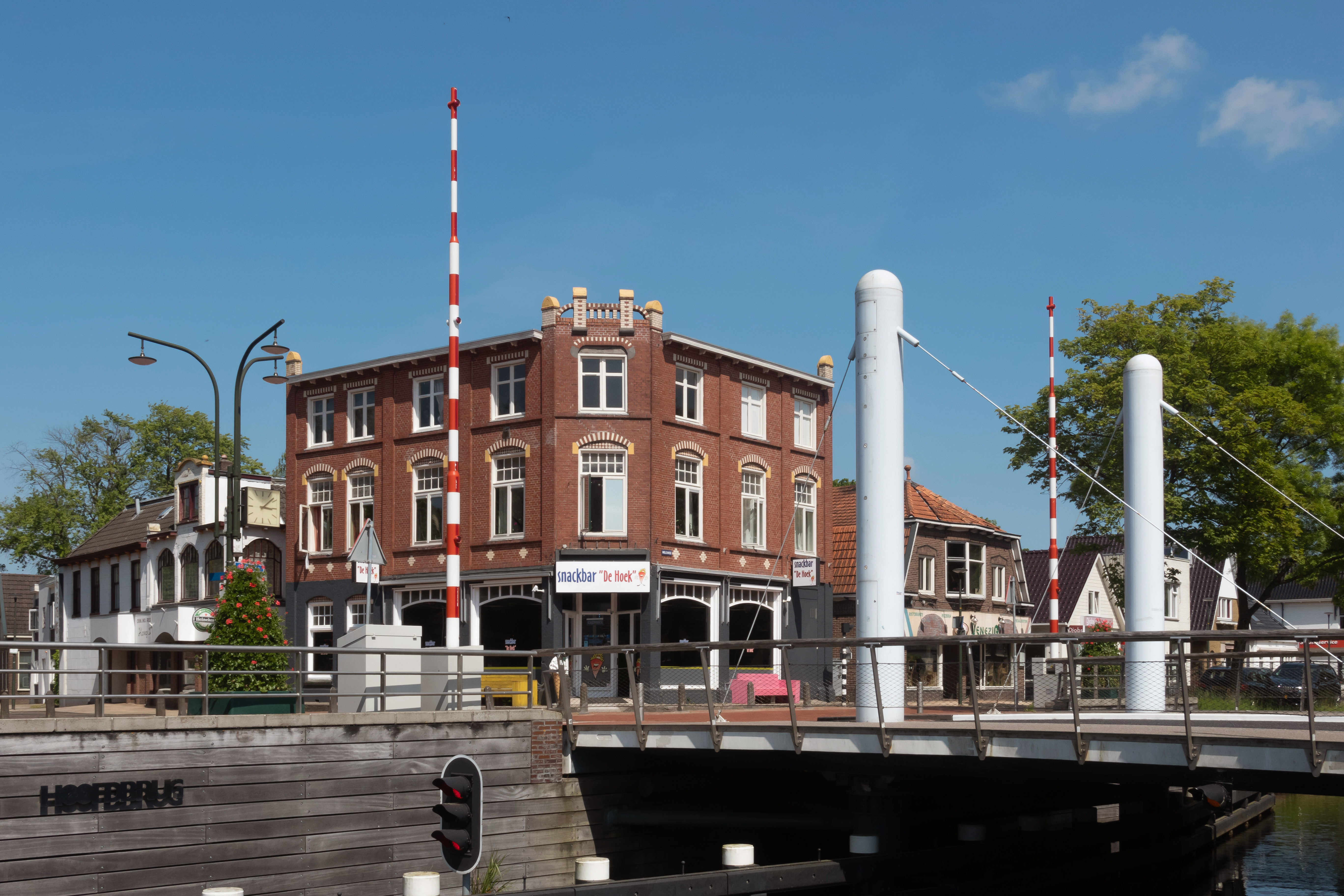
Le pont: le Hoofdbrug
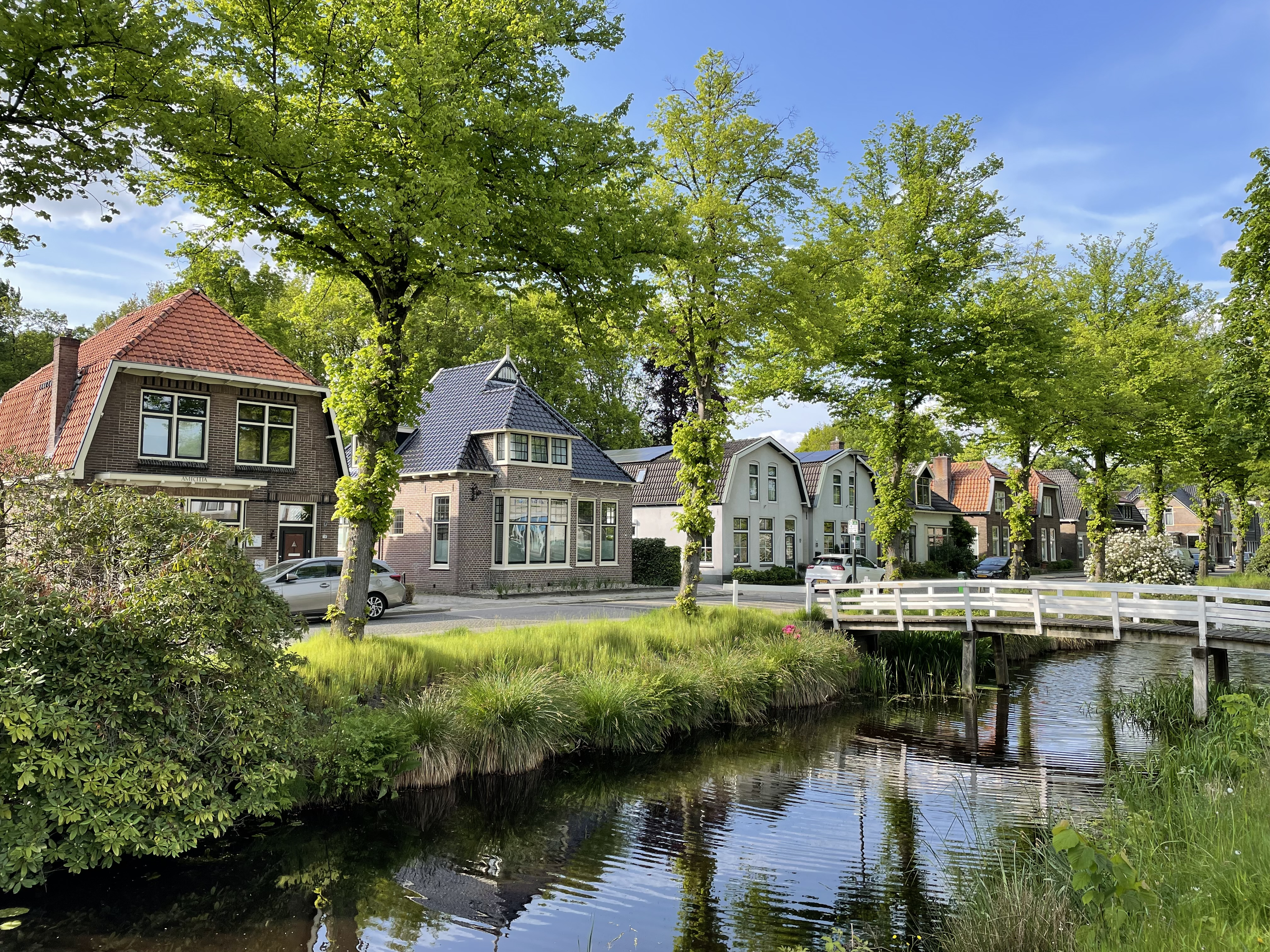
Printemps à Oosterwolde
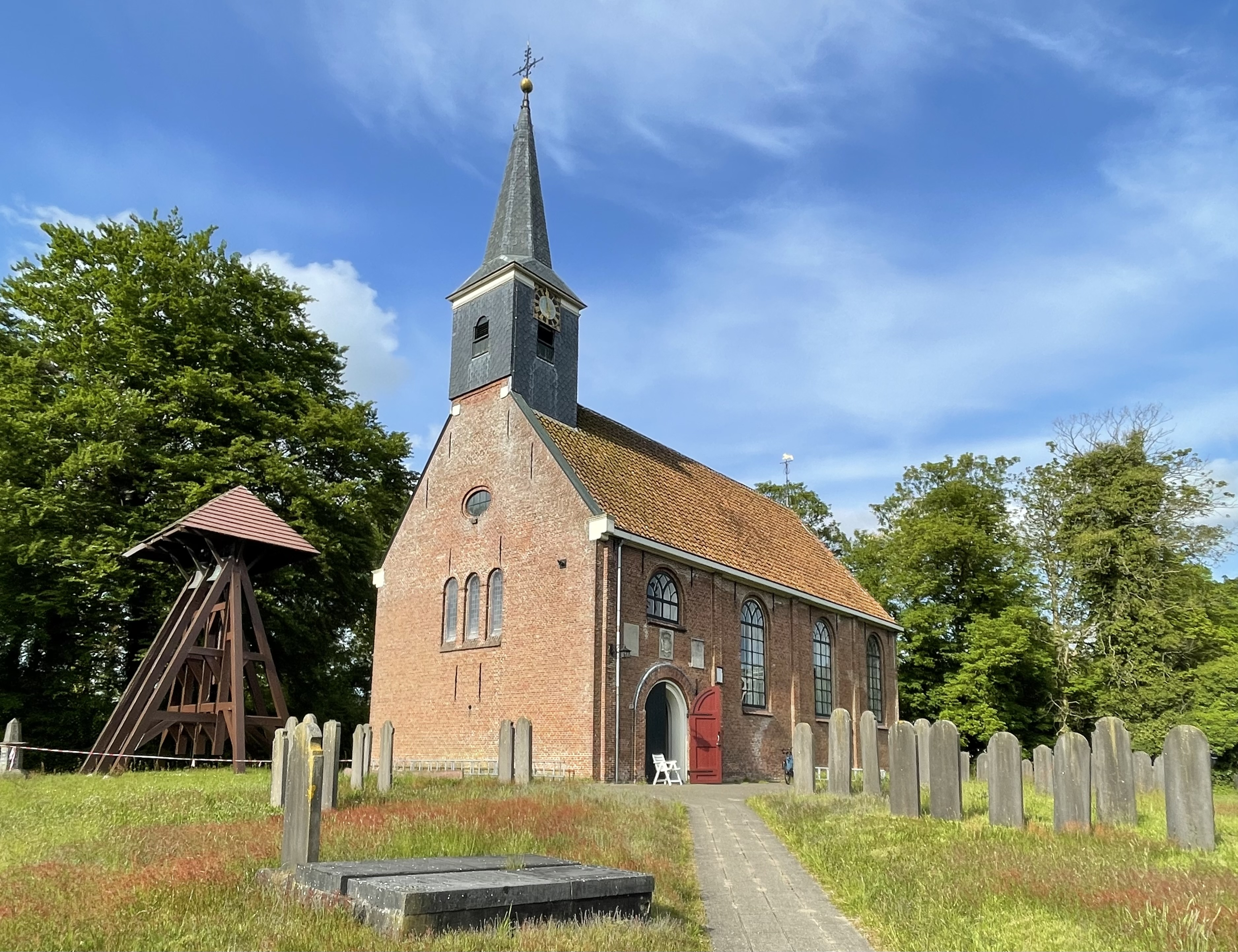
L'église du village (1735).